# 中野区立鷺の杜小学校
中野区立鷺の杜小学校（なかのくりつ さぎのもりしょうがっこう）は東京都中野区鷺宮三丁目に所在する区立小学校。

## 概要
鷺宮小学校と西中野小学校が合併してできた統合新校。 2024年（令和6年）4月に開校。
北校舎と南校舎、校庭は道路を挟んで別々の土地にあり、渡り廊下を通って北校舎と南校舎を行き来することができ、南校舎から校庭へ出れる。
校舎には、鷺の杜小学校の他、キッズ・プラザ鷺の杜と鷺の杜学童クラブが併設されている。

## 沿革
2024年（令和6年）
- 4月1日 - 開校。

## アクセス
西武新宿線
- 鷺ノ宮駅下車、徒歩約5分。

JR中央線（緩行線）阿佐ヶ谷駅から、
- 関東バス「阿01」系統
  - 「鷺ノ宮駅」バス停下車、徒歩約5分。

JR中央線（快速線・緩行線）東京メトロ丸ノ内線 荻窪駅から、
- 関東バス「荻06」系統・「荻07」系統
  - 「鷺ノ宮駅」バス停下車、徒歩約5分。

西武池袋線 中村橋駅から、
- 関東バス「阿01」系統・「荻06」系統・「荻07」系統
  - 「鷺ノ宮駅」バス停下車、徒歩約5分。

西武池袋線、西武有楽町線、西武豊島線 練馬駅から、
- 関東バス「荻07」系統
  - 「鷺ノ宮駅」バス停下車、徒歩約5分。